# Adela Dankowska
Adela Dankowska (* 5. Januar 1935 in Sobienie-Jeziory, Polen) ist eine polnische Segelfliegerin, Fluglehrerin und Politikerin. Sie stellte 16 Weltrekorde auf.

## Sport
Dankowska absolvierte 1959 ein Studium mit dem Abschluss Diplom-Wirtschaftsingenieur (mgr inż. ekonomista) an der Warschauer Naturwissenschaftlichen Universität. Danach war sie viele Jahre Ausbilderin der Centralną Szkołę Szybowcową Aeroklubu PRL (Zentrale Segelflugschule des Aeroclubs der Volksrepublik Polen) in Leszno-Strzyżewice, die sich zu einem internationalen Segelflugzentrum entwickelte.
In den Jahren von 1962 bis 2004 stellte Dankowska 16 Weltrekorde und 83 polnische Segelflugrekorde auf. Bei der Meisterschaft der sozialistischen Staaten gewann sie 1985 im heimischen Leszno die Bronzemedaille. Bei der erstmals ausgetragenen FAI-Europameisterschaft der Frauen kam sie 1979 auf den 16. Platz. Bei der ersten Segelflug-Weltmeisterschaft der Frauen belegte sie 2001 in Pociunai (Litauen) den 11. Platz.
Ihr Ehemann Józef Dankowski (1927–2008) war in den Jahren 1958–1983 Trainer der nationalen Segelflug-Nationalmannschaft. Sie haben eine Tochter und einen Sohn. Ihr Sohn Jacek ist Berufspilot und Ausbilder bei der Fluggesellschaft LOT sowie Trainer der Segelflug-Nationalmannschaft.
Weltrekorde (Auswahl)
Klasse D1: Einsitzer/Frauen, geflogen auf Jantar 1/Jantar Standard
- Freie Strecke 837 km (Słubice–Rówe), am 19. April 1977[3]
- Zielrückkehrflug 672 km, am 29. Mai 1973[4]
- Geschwindigkeit über ein 750-km-Dreieck: 73,6 km/h; am 2. Juni 1975[5]

Klasse DW: Einsitzer/Frauen, geflogen auf PW-5
- Freie Strecke 429 km (bis zu drei Wendepunkte), am 29. Juli 1999[6]
- Geschwindigkeit über ein 300-km-Dreieck: 73,2 km/h; am 28. Juli 1999[7]

Klasse D2: Doppelsitzer/Frauen, geflogen auf SZD-40 Halny
- Geschwindigkeit über ein 500-km-Dreieck: 93,7 km/h; mit Slawomina Piątek, am 4. Mai 1980[8]
- Geschwindigkeit über ein 100-km-Dreieck: 126,3 km/h; mit E. Gorzelak, am 1. August 1978
- Zielrückkehrflug 574 km; mit Ewa Jagiełło, am 20. Mai 1977[9]

## Politik
An der Zentralen Segelflugschule war Dankowska Vorsitzende der Betriebskommission der Solidarność. In der Folge wurde sie von 1989 bis 1991 parteilose Abgeordnete des Sejm der X. Wahlperiode. Sie gehörte der Fraktion der Platforma Obywatelska (Bürgerplattform) an und den Ausschüssen für Jugend, Sport und Gesundheit an.

## Auszeichnungen (Auswahl)
- 1978 Ritterkreuz des Orden Polonia Restituta
- 1970 Verdienstkreuz der Republik Polen (Silber)
- Verdienstmedaille für die Landesverteidigung (Bronze)
- Verdienter Meister des Sports
- 1964 Tańskiego-Medaille
- 1975 Lilienthal-Medaille der FAI